# Tà Lu
Tà Lu là một xã thuộc huyện Đông Giang, tỉnh Quảng Nam, Việt Nam.
Xã Tà Lu có diện tích 82,67 km², dân số năm 2019 là 1.013 người, mật độ dân số đạt 12 người/km².